# Inari (Japón)

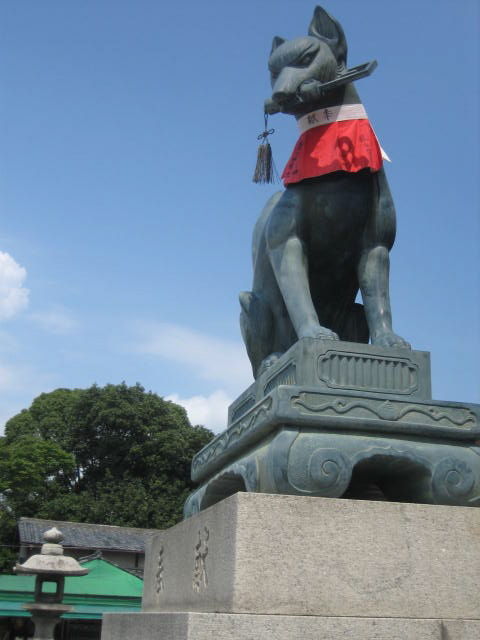
Kitsune de Inari.

Inari (稲荷?) (también conocida como Oinari) es la deidad japonesa de la fertilidad, el arroz, la agricultura, los zorros, la industria y el éxito en general. Suele representarse como una deidad masculina, femenina o andrógina, y en ocasiones se representa como un conjunto de 3 o 5 deidades. Esta deidad es popular tanto en la religión sintoísta como la budista. Los zorros de Inari, o kitsune, son de un blanco puro y actúan como sus mensajeros.

## Representación pictórica

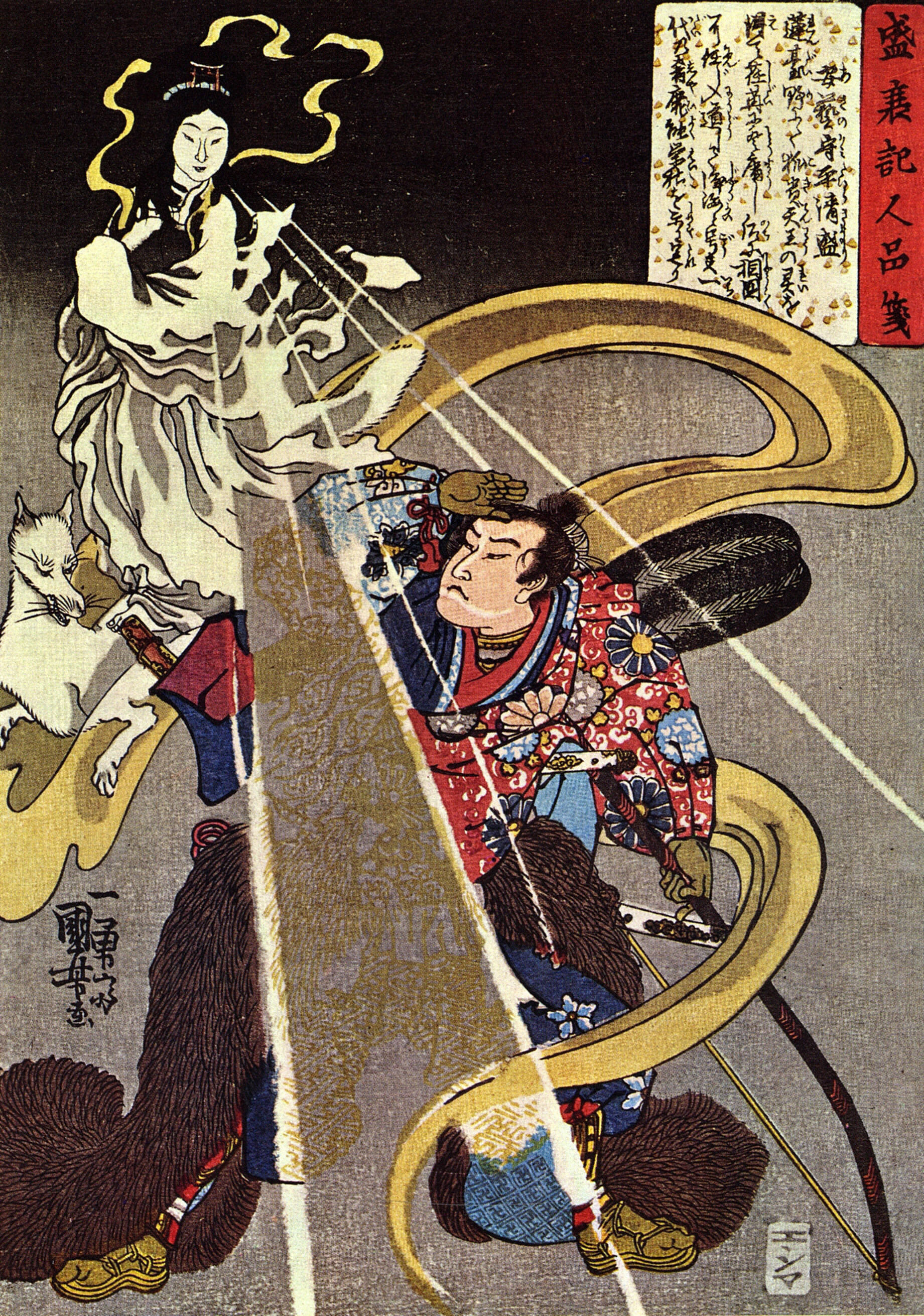
Hombre enfrentándose a una aparición del Dios zorro.

Inari ha sido representada tanto como una deidad masculina como femenina. La forma más popular de representarse, según los estudios de Karen Ann Smyers, es como una deidad femenina joven, un hombre viejo llevando un carro de arroz o un bodhisattva andrógino. Ninguna de estas representaciones es única o verdadera, ya que tanto el género como la representación varía dependiendo de la tradición de la región. Debido a su relación con los kitsune, en ocasiones Inari es representada como un zorro, a pesar de que tanto los monjes budistas o sintoístas no aceptan esta última representación.
En ocasiones se identifica a Inari como otra figura mitológica. Algunos eruditos sugieren que Inari es Ukanomitama o la figura Ōgetsu-Hime que aparece en el Kojiki en la mitología clásica japonesa. Otros sugieren que Inari es la misma figura que Toyouke Ōmikami.
La figura femenina de Inari suele identificarse como el Dakiniten, una deidad budista que es la transformación de la deidad India dakini o como el Benzaiten de los Siete Dioses de la Suerte. Dakiniten es retratado como un boddhisatva femenino o andrógino a lomos de un zorro blanco volador.
Inari solía ser venerado como un colectivo de tres deidades (Inari sanza), aunque en el periodo de Kamakura, el colectivo creció a las cinco deidades (Inari goza). La identificación de estas deidades ha variado a lo largo de la historia. Según los registros de Fushimi Inari-taisha, el mayor y más antiguo santuario dedicado a Inari, los kami o deidades que han formado parte son Izanagi, Izanami, Ninigi y Wakumusubi además de las deidades mencionadas anteriormente. Actualmente, las cinco deidades identificadas con Inari son Ukanomitama, Sadahiko, Omiyanome, Tanaka y Shi. Aún y todo, en Takekoma Inari, el segundo santuario construido para venerar a Inari, las tres deidades eran Ukanomitama, Ukemochi y Wakumusubi. Según el Nijūni shaki las tres deidades eran Ōmiyame no mikoto (agua), Ukanomitama no mikoto (grano) y Sarutahiko no mikami (tierra).
El zorro y la joya que hace realidad los deseos son los símbolos prominentes de Inari. Otros elementos comunes en las representaciones de Inari (o de su Kitsune) incluyen una hoz, un saco de arroz y una espada. Otra de sus posesiones era un látigo que usaba para quemar los cultivos de arroz de la gente.

## Historia
El origen de la veneración a Inari no está muy claro. El primer uso registrado del kanji actual, que significa "transportar arroz"", fue en el Ruijū Kokushi en el año 827. Otros kanjis con la misma lectura fonética, muchos de los cuales tienen referencias al arroz, se usaban con anterioridad, y muchos eruditos coinciden en que el nombre Inari deriva de ine-nari (arroz creciente) (稲成り?).
La veneración a Inari existe desde el año 711, que es la fecha oficial de la construcción del santuario Fushimi Inari-taisha, en la montaña de Inari, en Fushimi-ku, Kioto. Eruditos como Kazuo Higo creen que la veneración existía incluso siglos antes de la construcción del santuario. Sugieren que el Clan Hata comenzó a venerar a Inari como deidad de la agricultura a finales del siglo V. El nombre Inari no aparece en la mitología clásica japonesa.
En el período Heian la veneración a Inari se propagó por todo el país. En el año 823, tras la presentación por parte del Emperador Saga del templo Tō-ji a Kūkai, el fundador de la secta budista Shingon, se designó a Inari como espíritu protector del templo. En el 827, la corte otorgó a Inari al quinto rango, lo que incremento la popularidad de la deidad en la capital. El rango de Inari volvió a incrementarse en el año 942 por el Emperador Suzaku, quién le otorgó el máximo rango como agradecimiento por su ayuda en las rebeliones. En ese momento, el santuario Fushimi Inari-Taisha era uno de los 22 santuarios que recibían patrocinio imperial, lo que era todo un honor. El segundo santuario a Inari, el Takekoma Inari, fue construido a finales del siglo IX.
La popularidad de Inari continuó creciendo. El santuario Fushimi Inari-Taisha, que para entonces ya era un lugar popular de peregrinación, ganó renombre al convertirse en peregrinaje imperial en el año 1072. En 1888, el festival del santuario era rival en esplendor al Gion Matsuri.
En 1468, durante la Guerra de Ōnin, el complejo del santuario Fushimi Inari-Taisha fue completamente quemado. La reconstrucción llevó 30 años, y la nueva construcción fue consagrada en el año 1499. Mientras que el complejo antiguo tenía tres kami en edificios separados, el nuevo complejo tenía cinco kami en un solo edificio. También se construyó por primera vez un templo budista, y la línea sacerdotal se expandió para incluir al Clan Kada.

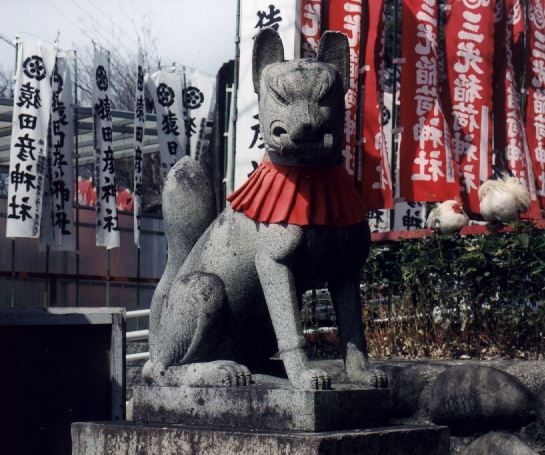
Estatua de un kitsune adornado con un babero rojo en la capilla del castillo Inuyama. Muchos castillos en Japón incluyen un santuario a Inari.

Durante el periodo Edo, la veneración a Inari se extendió por todo el territorio japonés, y especialmente en Edo. Smyers atribuye esta propagación al movimiento de los daimyō (los señores feudales). En el siglo XVI Inari se había convertido en el patrón de los herreros y protector de los guerreros, razón por la cual muchos castillos de Japón incluyen una capilla a Inari, y los daimyo llevaban su fe en su kami protector con ellos cuando tenían que cambiar a un nuevo dominio. El rol divino de Inari continuó expandiéndose en la costa, convirtiéndose en el protector de los pescadores, mientras en Edo era invocado para prevenir incendios. Se convirtió en el patrón de los actores y las prostitutas, ya que sus capillas a menudo se encontraban cerca de los lugares donde trabajaban y vivían. Rápidamente se comenzó a venerar a Inari como una deidad que hacía realidad tus deseos, la deidad de la suerte y la prosperidad. Un dicho popular de Osaka era Byō Kōbō, yoku Inari (Para la enfermedad [reza a] Kōbō, para los deseos [reza a] Inari). Irónicamente, Inari comenzó a ser venerado para tener una buena salud, y se le atribuían curas a diversas aflicciones como toses, dolores de muelas, huesos rotos y sífilis y las mujeres rezaban a Inari para quedarse embarazadas.
Después de que un decreto imperial ordenara la separación de las creencias budista y sintoísta, muchos santuarios a Inari sufrieron cambios. En Fushimi Inari-taisha las estructuras que eran claramente budistas fueron derruidas. A pesar de ello la población budista continuó su veneración en el santuario. Algunos templos budistas continuaron su veneración a Inari argumentando que veneraban a alguna otra deidad budista (generalmente Dakiniten), que era percibida por la población como Inari.
En el periodo Tokugawa, cuando el dinero reemplazó al arroz como un modo de medir la riqueza en Japón, el rol de Inari como kami se expandió a todos los aspectos de las finanzas, negocios e industria. A comienzos del siglo XVIII, seguidores de Inari en Ginza acuñaron monedas como ofrenda. Dichas monedas tenían imágenes de dos zorros y una joya como representantes de una larga vida y buena suerte.

## Capillasy ofrendas

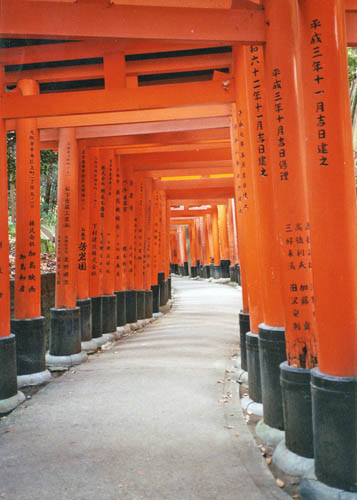
Toriis rojos a lo largo del camino en el santuario Fushimi Inari en Fushimi, cerca de Kioto.

Inari es una deidad popular con muchas capillas y templos en todo Japón. Según un estudio realizado por la Asociación Nacional de Capillas Sintoístas en 1985, había 32.000 capillas dedicadas a Inari, más de una tercera parte de las capillas sintoístas en Japón.
 Esta cantidad sólo incluye las capillas con monjes a tiempo completo que vivan en ellas. Si se tomaran en cuenta las pequeñas capillas situadas en los caminos, en los hogares, en oficinas corporativas o las pequeñas capillas que no tienen monjes residiendo a tiempo completo, o los templos budistas, la cantidad aumentaría a más de 100.000.
En la entrada a los santuario a Inari generalmente se encuentra uno o más toriis de color bermellón y algunas estatuas de kitsune, que suelen estar adornados por baberos rojos llamados yodarekake que son puestos por sus seguidores. El colo rojo suele identificarse con Inari, debido a la prevalencia de dicho color en sus santuarios y torii.  El santuario principal es el Fushimi Inari en Fushimi, cerca de Kioto, donde los caminos que recorren el ascenso a la colina están marcados por toriiy las estatuas kitsune aparecen por pares, un representando el género masculino y otro el femenino. Estas estatuas de zorros suelen llevar algún objeto simbólico en sus fauces o bajo sus garras. Generalmente suelen llevar una joya y una llave, una hoz para cortar arroz o un pergamino. Prácticamente todas las capillas a Inari, independientemente de su tamaño, suelen llevar al menos un par de figuras, generalmente flanqueando el altar o frente a la entrada al santuario. Las estatuas pocas veces son talladas de un modo realista. Generalmente suelen ser estillizadas y suelen ser talladas con el animal sentado sobre su cola y con la mirada al frente. A pesar de esas características comunes, las estatuas suelen ser bastante individualistas y es difícil encontrar dos figuras iguales.

## Festivales
El festival tradicional en honor a Inari es el primer día del caballo (sexto día) del segundo mes (nigatsu no hatsuuma) del calendario lunisolar.
En algunos lugares de Kyūshū hay un festival, o periodo de rezo, que comienza cinco días antes del plenilunio de noviembre. En ocasiones dicho festival dura una semana entera. Los rezos son acompañados por ofrendas de arroz a un santuario a Inari cada día, recibiendo o-mamori o amuletos de la suerte. Este festival es particularmente popular en la zona rural cercana a Nagasaki.

## Los zorros como mensajeros de Inari
El emisario de Inari es el zorro, y dos imágenes de este animal flanquean la efigie de Inari en todos sus santuarios, uno masculino y otro femenino. Culturalmente se ha asociado el kitsune a Inari debido a que por la dieta del zorro basada en insectos, pequeños reptiles, roedores, aves y bayas, los campesinos capturaban y entrenaban a los zorros para que controlasen las plagas en los campos de arroz. 
Los zorros de Inari son popularmente blancos, el color del buen presagio, y son conocidos como kitsune tenkū, que significa literalmente "zorro celestial". Estos kitsunes, a diferencia del resto de su especie, como los zorros salvajes o zorros demonios, son de una amabilidad y generosidad extraordinaria, cuyo único interés en sus vidas es ayudar y proteger a los seres humanos. Usualmente deciden adoptar una vida mortal y mundana, transformándose en humanos y casándose y teniendo hijos con estos. Se dice que los zorros de Inari tienen un poder curativo inigualable, capaz de curar cualquier enfermedad o herida, por muy grave y severa que sea. Se les atribuye también poderes purificadores que les permite expulsar fantasmas, demonios e incluso a otros kitsunes viles, como los nogitsune (kitsunes demoníacos) o los ninkos (kitsunes fantasmales).

## En la cultura popular
En el manga y anime Gingitsune, la protagonista, Makoto, es una niña, hija de la sacerdotisa de un templo Inari, quien ha recibido el don de poder ver al mensajero del dios, Gintaro.